# Necmettin Erbakan
 (juin 2017).
Si vous disposez d'ouvrages ou d'articles de référence ou si vous connaissez des sites web de qualité traitant du thème abordé ici, merci de compléter l'article en donnant les références utiles à sa vérifiabilité et en les liant à la section « Notes et références ».
Necmettin Erbakan, né le 29 octobre 1926 à Sinop et mort le 27 février 2011, est un ingénieur et homme d'État turc, fondateur et membre successivement de différents partis politiques islamiques. Il est également fondateur du mouvement islamique Milli Görüş. Il est Premier ministre de Turquie de juin 1996 à juin 1997.

## Biographie
Necmettin Erbakan a étudié l'ingénierie mécanique à Istanbul puis Aix-la-Chapelle en Allemagne, où il a obtenu un doctorat.

### Le Parti de la justice
Le PJ s'est constitué depuis sa création en 1961 sur une alliance de principe entre la petite bourgeoisie commerciale de province et les grands propriétaires terriens (très religieux) et la haute bourgeoisie capitaliste industrielle (plus occidentale). Le PJ, dirigé par l'équipe du Premier ministre Demirel tient un discours ambigu sur la religion pour favoriser la domination de la haute bourgeoisie sur la bourgeoisie provinciale, et limiter les nombreux antagonismes qui les opposent.
Mais, le développement du capitalisme accentue les inégalités existantes entre la grande bourgeoisie occidentalisée qui accapare tous les bénéfices de la croissance et la petite bourgeoisie religieuse qui s'appauvrit.
La bourgeoisie de province (liée aux grands propriétaires), qui s'oppose de plus en plus à la direction du PJ (accusée de défendre les intérêts des classes dominantes occidentalisées et anti-religieuses) trouve son porte-parole en la personne de Necmettin Erbakan. Il milite depuis les années 1960 au sein de la section jeunesse du Parti de la justice et s'était déjà fait remarquer par ses discours religieux virulents contre la laïcité kémaliste et l’impérialisme des grands bourgeois.
La direction du PJ, pour mettre un terme au mouvement de sécession qui s'est entamé en son sein, fait élire en 1968 Erbakan (qui s’est fait le porte-parole de la petite bourgeoisie) au poste de secrétaire de la chambre du commerce et de l'industrie. Le Premier ministre Demirel croit pouvoir manipuler Erbakan et ainsi contrôler le mécontentement de la petite bourgeoisie.
Mais Necmettin Erbakan refuse de se soumettre aux injonctions du PJ et commence à formuler de violents réquisitoires contre lui (et donc contre la grande bourgeoisie occidentalisée), ce qui lui permet d’asseoir sa popularité sur les classes populaires religieuses.
Ces antagonismes de classes au sein du parti provoquent une première scission du PJ en 1969, et donnent naissance au Parti démocratique (dirigé par le frère de l'ancien Premier ministre Menderes). Cette première rupture décide la grande bourgeoisie, qui contrôle le PJ à démettre Necmetin Erbakan pour ne pas accentuer a division qui mine le PJ.
Millî Görüş est la première plus grande organisation turque d'Europe. Fondée en 1971, à Brunswick, à l'initiative de Necmettin Erbakan en tant qu'Union turque d'Allemagne, elle a pris son nom actuel en 1994. Le terme  Millî Görüş signifie « vision nationale ».

### Le Parti de l'Ordre national
Expulsé par le Premier ministre Demirel du PJ, Erbakan fonde le 26 janvier 1970 sa première formation politique, le Milli Nizam Partisi (en) (ou MNP, « Parti de l’ordre national », membre du Millî Görüş). Cette nouvelle formation politique, créée au nom de la bourgeoisie provinciale, s'ouvre à l’ensemble de la classe moyennes en proie au désarroi devant l'évolution des mœurs et des valeurs de la société turque et qui se sent exclue du développement économique que connaît le pays. Le Parti de l’ordre national prône un retour aux valeurs traditionnelles de l’ancien Empire ottoman (et de l'islam), couplé à un développement économique axé sur l'industrie lourde et exportatrice.
Son rejet catégorique des réformes kémalistes (dont la laïcité) fait remarquer le MNP par les forces de sécurité. Le coup d'État de 1971 en Turquie provoque sa dissolution par la Cour constitutionnelle le 20 mai 1971 pour atteinte au principe fondateur de la laïcité turque. Ses dirigeants restent cependant en liberté.

### Le Parti du salut national
En 1973, Necmettin Erbakan fonde, en compagnie des anciens dirigeants du MNP, le Milli Selamet Partisi (ou MSP, « Parti du salut national »). Le nouveau parti politique, bien que très proche des principes de l'ancien, reste très prudent à l'égard de l’idéologie islamiste et essaye de s'intégrer davantage au système politique parlementaire (pour limiter les risques de dissolution). Le PSN rationalise l'idéologie religieuse pour la diriger contre ses adversaires (le PJ et le PRP), et défend une société utopiste égalitaire et juste fondée sur les principes de l'islam.
Cette approche paie puisque le parti obtient 10 % des suffrages aux élections législatives de 1973 et s’intègre aux coalitions politiques du parlement. Erbakan est ainsi adjoint au Premier ministre lors de trois coalitions différentes de 1974 à 1978. En 1976, le jeune Recep Tayyip Erdoğan (futur président turc) adhère à l'organisation de jeunesse du Parti du salut national.
À la suite du coup d'État du 12 septembre 1980 en Turquie, le PSN est une nouvelle fois dissous par la Cour constitutionnelle. Cette fois-ci, Erbakan est arrêté pour activités anti-laïques (notamment pour un entretien donné au journal Milliyet en 1973 où Erbakan critiquait la réforme d'habillement d'Atatürk) et se voit signifier en 1982 une interdiction d’exercer des activités politiques pendant dix ans. Cette interdiction est levée en 1987 à la suite d'un référendum.[réf. souhaitée]
Mais la légitimation politique de l’idéologie islamiste par les militaires (synthèse turco-islamiste) provoque un important engouement pour l'islam populaire et les partis qui s'en réclament. Le Refah Partisi, créé en 1983 après le retrait de l'armée de la vie politique, profite de cette vague populaire islamique.

### Premier ministre
En 1987, Erbakan est élu président du Refah Partisi (ou RP, « Parti de la prospérité »), sous les couleurs duquel il fut Premier ministre entre 1996 et 1997,. Il est partisan d’un grand marché commun islamique du Maroc à l'Indonésie et s’oppose à la politique kémaliste favorable à l’Europe et à l’Occident : « Nous ne sommes pas occidentaux, nous ne sommes pas européens. » Il qualifie alors l'Union européenne de groupe maçonnique. En 1991, à Ludwigsburg, il tient un discours aux accents djihadistes qui fait scandale : « Les Européens sont malades… Nous leur donnerons les médicaments. L’Europe entière deviendra islamique. Nous conquerrons Rome. »
Il se rapproche par ailleurs d’Israël, sous la pression de l'armée turque et de Washington, et signe un accord de coopération militaire ainsi qu'un accord de libre-échange.
Le 30 juin 1997, il démissionne sous la pression des militaires ; le RP est alors interdit et Erbakan se voit signifier une nouvelle interdiction de son activité politique pour deux ans et quatre mois de prison pour incitation à la haine raciale et religieuse,. Fin 1997, alors que le gouvernement tranche sur la suppression du parti d'Erbakan, le Refah, déjà des structures alternatives se mettent en place et Recep Tayyip Erdoğan, futur président du pays, en émerge comme nouveau chef de file.

## Liste des mandats
- Président du Saadet Partisi (ou SP, Parti de la félicité).

## Vie privée
Necmettin Erbakan est le père de trois enfants.